# Danny Beard
Danny Beard es el nombre artístico de Daniel Curtis, una artista drag británica y cantante, apareció en Britain's Got Talent y Karaoke Club: Drag Edition y ganó la cuarta temporada de RuPaul's Drag Race UK.

## Biografía
Danny Beard nació en Liverpool, Inglaterra y actualmente reside en Mánchester. En 2016, audicionó para la décima temporada de Britain's Got Talent y llegó a las semifinales. En 2021, fue concursante de Karaoke Club: Drag Edition y terminó en cuarto lugar. Danny Beard ganó la cuarta temporada de RuPaul's Drag Race UK. Es la sexta reina barbuda en aparecer en la franquicia y la primera en ser juzgada por RuPaul.  Danny es una persona de género no binario y utiliza el pronombre neutro they.

## Filmografía

### Televisión
| Año  | Título                              | Notas       | Ref    |
| ---- | ----------------------------------- | ----------- | ------ |
| 2016 | Britain's Got Talent (temporada 10) | Concursante | [ 10 ] |
| 2021 | Karaoke Club: Drag Edition          | Concursante | [ 11 ] |
| 2022 | RuPaul's Drag Race UK (temporada 4) | Ganadora    | [ 12 ] |

## Discografía
| Título                                     | Año  | Álbum              |
| ------------------------------------------ | ---- | ------------------ |
| "Gypsy Woman (She's Homeless)" (with WERK) | 2022 | Sencillo sin álbum |

| Título | Año  | Álbum              |
| --- | ---- | ------------------ |
| "Come Alive" (Queens of the Bone Age version) (junto con el elenco de RuPaul's Drag Race UK, temporada 4) | 2022 | Sencillo sin álbum |
| "Lairy Poppins: The Rusical" (junto con el elenco de RuPaul's Drag Race UK, temporada 4)                  | 2022 | Sencillo sin álbum |
| "UK Grand Finale Megamix" (RuPaul junto con el elenco de RuPaul's Drag Race UK, temporada 4)              | 2022 | Sencillo sin álbum |

| Predecesora: Krystal Versace | Ganadora de RuPaul's Drag Race UK 2022 | Sucesora: Ginger Johnson |